# Бахадирханов, Мухаммад Кабир
Мухаммад Кабир Бахадирханов (узб. Muhammad Kabir Baxadirxanov; отчество узб. Saidxanovich; 1941 — 19 августа 2021, Ташкент) — узбекистанский физик, профессор Ташкентского государственного технического университета, академик Академии наук Узбекистана (2017).

## Научные интересы
В число научных интересов входят физика полупроводников, цифровая электроника, микроэлектроника. На январь 2022 года Web science перечисляет 88 публикаций, 222 цитирования, индекс цитирования 9.